# Jeroen de Kreek
Jeroen Lieven de Kreek (Amsterdam, 22 maart 1965) is een Nederlands voormalig advocaat en activist.

## Biografie
De Kreek studeerde van 1986 tot 1992 rechten aan de Vrije Universiteit Amsterdam. Van 1995 tot 2000 was hij verbonden aan het Amsterdamse kantoor Sybrandy Fontijn Advocaten. Met regelmaat gaf hij cursussen aan juristen over het gebruik van internet.
Hierna ontwikkelde De Kreek meerdere websites. De Nederlandse staat trachtte, daartoe aangespoord door Kamervragen, vier van de door De Kreek geregistreerde domeinnamen te onteigenen. Er volgden verschillende juridische procedures, en na hoger beroep droeg De Kreek de domeinnaam regering.nl over.

## Veroordeling wegens bedreiging
De Kreek verzet zich tegen de inval in Irak en de gevolgen daarvan voor de Iraakse bevolking. Daarvoor houdt hij velen en in ieder geval vele politici verantwoordelijk. Tot tweemaal toe werd hij veroordeeld wegens stalken en bedreigen van de premier Jan Peter Balkenende. Op zijn site verkiezingen.nl schreef De Kreek onder meer:
Hoewel eigenrichting afgekeurd moet worden, is de standrechtelijke executie van Jan Peter Balkenende misschien wel de verstandigste beslissing.
Het leverde hem na een langdurig voorarrest een voorwaardelijke straf op.
Ook anderen werden en worden door De Kreek per brief, per blog, met e-mails en tweets gestalkt:
- VVD-politica Jeanine Hennis-Plasschaert heeft naar aanleiding hiervan - althans volgens De Kreek - aangifte gedaan[9]
- Presentator en journalist Jort Kelder werd het na een jaar van ongewenste e-mails te veel, hij stuurde de politie op De Kreek af.[10][11][12]
- Arabist Hans Jansen liet aan het begin van zijn optreden in het proces weten dat De Kreek hem schreef "dat hij als een varken geslacht zou worden". Jansen deed aangifte van bedreiging.[13]

### Eerste zaak-Geert Wilders
Op 13 maart 2011 meldde de Kreek zich als benadeelde in het eerste proces tegen Wilders. De volgende dag overhandigde hij tijdens de rechtszitting een brief met het verzoek aan de rechtbank om Wilders "ambtshalve gevangen te nemen". De rechtbank wees dit verzoek als niet-ontvankelijk af.
Op 13 april 2011 zat hij bij het verhoor van arabist Jansen in de rechtszaal. Deze wilde niet met zijn rug naar bedreiger De Kreek zitten. Op last van de rechter verliet De Kreek voor de duur van het verhoor de rechtszaal.
Op 27 mei 2011 werd hem door de rechtbank tijdens zijn betoog het woord ontnomen. De Kreek beweerde in zijn betoog dat hij schade heeft geleden, omdat hij geen shariarechtbank heeft kunnen instellen en dat Wilders voor (oorlogs)misdaden gearresteerd moet worden. Eerder werd de zitting geschorst tijdens zijn betoog.

### Het proces tegen De Kreek
Even leek het er op dat De Kreek zelf voor de rechter moest verschijnen. Dit keer vanwege een aanklacht wegens verondersteld antisemitisme en ontkenning van de Holocaust via zijn sites hetzuur.nl, holocaustles.nl en nazitruth.nl. Het Meldpunt Discriminatie Internet (MDI) deed aangifte tegen 87 artikelen die op de drie sites zijn verschenen. Het MDI noemde de drie websites toen de grootste bron van Jodenhaat op het Nederlandse deel van het internet.
Ook Ronny Naftaniel, directeur van het Centrum Informatie en Documentatie Israel (CIDI) deed aangifte tegen De Kreek. Dit wegens belediging van Joden en zijn uitingen jegens minister Uri Rosenthal op de website hetzuur.nl. Deze site spreekt onder meer van 'Joods nazistische idealen van het Zionisme'. Met een brief aan de Kamercommissie Binnenlandse Zaken probeerde het CIDI de zaak onder de politieke aandacht te brengen. In diverse tweets zei De Kreek dat hij zeker geen antisemiet was en slechts historische gegevens kritisch benaderde.
De zaak tegen De Kreek ging niet door omdat de officier van justitie de dagvaarding op 22 april 2011 introk. De media wekken de suggestie dat de rechtbank de zaak in handen gegeven heeft van rechters uit Alkmaar omdat De Kreek een rol speelde in het Wildersproces en de Amsterdamse rechtbank strikt onpartijdig wilde zijn. Omdat de dagvaarding is ingetrokken, is er geen zaak tegen De Kreek. Wel had De Kreek op zijn beurt aangifte gedaan tegen Ronny Naftaniel, het CIDI en het Meldpunt Discriminatie Internet (MDI) in verband met "smaad, laster, beledigen en het slaken van valse alarmkreten". Het is nog afwachten wat daarmee gebeurt.
Op 8 december 2011 veroordeelde de rechtbank Amsterdam De Kreek tot een werkstraf van 40 uren voor het "zich in het openbaar bij geschrift opzettelijk beledigend uitlaten over een groep mensen wegens hun ras", te weten joden wegens hun ras en/of godsdienst, door uitlatingen op zijn website, te weten www.hetzuur.nl, te plaatsen, te weten in het artikel "Driewerf de schijt in" van 13 juli 2009: "waarom alle joden niet gewoon vergast zijn in '40-'45 toen het nog kon" en "Het maakt dat de behoefte ontstaat de holocaust dunnetjes overgedaan te willen zien hebben" en "Misschien moeten joden maar weer eens een ster opgespeld krijgen om eraan herinnerd te worden hoe vervelend het is uitgestoten te zijn.". De Kreek is overigens vrijgesproken van het beledigen van én haatzaaien tegen een groep mensen (te weten Joden) wegens ras en/of godsdienst in verband met de ten laste gelegde tekst waarin hij de "NSB-mentaliteit" van de Telegraaf aan de orde stelde (r.o. 4.12-4.21 vonnis van 08 december 2011). Ook is er door De Kreek inmiddels hoger beroep ingesteld tegen de veroordeling. De Kreek is van oordeel dat het racistisch is om Joden als ras te onderscheiden. Ook is De Kreek van oordeel dat het beledigen van Zionisten geen belediging van Joden wegens geloof opleveren kan omdat Zionisme een politieke ideologie is die het Joodse geloof heeft losgelaten.

## Holocaustontkenning
De Kreek meent dat objectieve feiten het redelijke oordeel rechtvaardigen dat er géén zes miljoen Joden vermoord zijn bij en tijdens de Tweede Wereldoorlog. Ook meent De Kreek dat de totaaloplossing van het Jodenvraagstuk en Holocaust feitelijk het idee was van Zionisten die voorts het naziregime van Hitler betaald hebben en Palestina daarmee in het bezit hebben gekregen. In verband hiermee heeft De Kreek op op dinsdag 27 december 2011 aangifte gedaan tegen het CIDI.

## Ontoerekeningsvatbaar
Op 29 april 2013 deed de rechtbank Amsterdam uitspraak in een strafzaak tegen De Kreek, waarin hem belediging van een (destijds) Tweede Kamerlid (Jeanine Hennis-Plasschaert, ten tijde van de uitspraak minister van Defensie) door het aan haar Twitteradres versturen van tweets met beledigende inhoud, en belediging van joden wegens godsdienst en/of ras, alsmede bedreiging ten laste gelegd is.
Ten aanzien van het eerste feit voerde De Kreek aan dat hij van het ten laste gelegde dient te worden vrijgesproken, omdat hij enkel een oordeel zou hebben geven over de behartiging van openbare belangen door het Kamerlid. Hij beriep zich daarbij op artikel 10 EVRM, het recht op vrije meningsuiting (r.o. 4.3). De rechtbank oordeelde dat De Kreek met zijn tweets geen bijdrage heeft geleverd aan een publiek maatschappelijk debat of aan een geloofsopvatting, en dat evenmin is aangetoond dat deze onder de bescherming van artistieke expressie vallen (r.o. 4.4.4).
Ten aanzien van de belediging van joden voert De Kreek aan dat hij diende te worden vrijgesproken en stelde daartoe dat het technisch onmogelijk is om joden als groep op basis van ras te beledigen, nu joden niet als ras beschouwd kunnen worden. Evenmin zou het mogelijk zijn joden op basis van hun godsdienst te beledigen, nu de meeste joden ongodsdienstig zijn, aldus De Kreek (r.o. 5.3.3). De rechtbank gaat met De Kreek mee in zijn eerste bewering en oordeelt dat joden niet beschouwd kunnen worden als ras "nu joden niet genetisch zijn te onderscheiden en nu gemeenschappelijke afkomst geen voorwaarde is om jood te kunnen zijn" (r.o. 5.4.8). De rechtbank stelt evenwel dat zijn tweede bewering niet opgaat, nu de meeste joden wel het Jodendom aanhangen.
De rechtbank verwerpt De Kreeks beroepen op noodtoestand en noodweer. Evenwel kwam de rechtbank tot het oordeel dat De Kreek niet strafbaar was. Daartoe overwoog de rechtbank op basis van twee psychiatrische rapporten uit 2005 dat De Kreek volledig ontoerekeningsvatbaar moest worden geacht. In een van de rapporten wordt melding gemaakt van persoonlijkheidsproblematiek van primair narcistische aard. Aan de hand van De Kreeks uitlatingen via de gewraakte tweets, zijn website en ter terechtzitting, alsmede de wijze waarop hij zijn zaak heeft bepleit, waarbij hij bijvoorbeeld de rechtbank heeft voorzien van stapels volstrekt irrelevant materiaal, overweegt de rechtbank dat De Kreek lijdt aan een ziekelijke stoornis van zijn geestvermogens.
Uiteindelijk sprak de rechtbank De Kreek vrij van bedreiging en ontslaat zij hem ten aanzien van de overige ten laste gelegde feiten van alle rechtsvervolging. De rechtbank liet verder weten het nut van rechtsvervolging te betwijfelen. Volgens de rechtbank deed De Kreek ‘uitlatingen die voor ieder weldenkend mens volstrekt onzinnig zijn’. Vervolging zou de voormalige advocaat een podium bieden, terwijl het het best is zijn uitlatingen te negeren, aldus de rechtbank.